# Fira del llibre de Leipzig
La Fira del Llibre de Leipzig (en alemany: Leipziger Buchmesse) és la segona fira del llibre més gran d'Alemanya després de la Fira del llibre de Frankfurt. La fira té lloc cada any durant quatre dies al recinte firal de Leipzig, a la part nord de Leipzig, Saxònia. És la primera gran reunió comercial de l'any i, com a tal, té un paper important en el mercat i sovint és on es presenten per primera vegada les noves publicacions. Té els seus orígens al segle XV.